# Paulinho (football, 1991)
Pour les articles homonymes, voir Paulinho (homonymie).
Paulinho, né le 13 juillet 1991 à Porto, est un footballeur portugais. Il évolue à AEK Athènes au poste d'arrière droit.

## Biographie
Paulinho joue plus de 100 matchs en première division portugaise.

## Palmarès
- Finaliste de la Coupe de la Ligue portugaise en 2017 avec le Sporting Braga
- Champion du Portugal de D2 en 2014 avec le Moreirense FC